# Acinetobacter calcoaceticus
Acinetobacter calcoaceticus es una especie de bacteria del género Acinetobacter y parte de la flora normal del cuerpo humano. Puede ser un patógeno de infecciones oportunistas en los pacientes que tienen múltiples enfermedades subyacentes.
El ácido carboxílico phloroglucinol es un producto de degradación excretado por A. calcoaceticus que crece en (+) - catequina. como única fuente de carbono.